# Paolo Valera
Paolo Valera (Como, 18 gennaio 1850 – Milano, 1º maggio 1926) è stato un giornalista e scrittore italiano, esponente del verismo.

## Biografia
Nacque in una famiglia proletaria (il padre omonimo era venditore ambulante mentre la madre Ambrosina Bianchi era cucitrice). Intorno al 1860 i Valera si stabiliranno a Rivolta d'Adda e nel marzo 1866 andranno ad abitare a Milano, nei Corpi Santi. Lo stesso anno il figlio, seppur minorenne, prese parte alla terza guerra di indipendenza italiana tra le file dei garibaldini. Di ideali estremamente progressisti, fondò il periodico La plebe e collaborò alle testate La farfalla e soprattutto La folla, da lui creato nel 1901.
Nel 1879 unì i vari reportages che aveva realizzato per le riviste sopra enunciate in un'unica grande opera dal titolo Milano sconosciuta, che per la crudezza dei suoi quadri gli attira un processo per diffamazione. Quest'opera, riscritta più volte, ha goduto di numerose ristampe, anche in periodo recente. Si tratta di un vivace anche se un po' pruriginoso reportage nei luoghi del "vizio" (ma anche della miseria e della disperazione) di Milano. Valera vi denuncia con forza il degrado sociale del sottoproletariato urbano, fornendo al tempo stesso una "mappa" di luoghi come bordelli o luoghi d'incontro omosessuale, che solleticò l'interesse del grande pubblico.
Seguono poi romanzi di impianto naturalistico, in cui sono denunciate con violenza le ingiustizie sociali e le miserie del proletariato e del sottoproletariato urbano: Gli scamiciati (1881), Alla conquista del pane (1884), Amori bestiali (1884).
Nel 1888 rimase coinvolto nello scandalo di Emma Allis, ex amante di Vittorio Emanuele II, quindi fu condannato a tre anni di carcere. Valera sfuggì all'arresto e visse fino al 1898 a Londra, salvo poi recarsi a Milano per prendere parte ai moti popolari repressi dal generale Fiorenzo Bava-Beccaris e scontò per questo alcuni mesi in galera: in questo periodo s'iscrisse al Partito Socialista Italiano. Processato con l'accusa di essere un sovversivo, venne assolto dall'accusa nel periodo giolittiano, a causa del nuovo clima politico più libero. Nel 1901 pubblicò il romanzo La folla (omonimo alla rivista) e nel 1907 fece pubblicare l'autobiografico La sanguinosa settimana del maggio '98 (1907). Fu anche traduttore e trascrisse in italiano il Quo vadis? di Henryk Sienkiewicz.
Tra il luglio e il dicembre del 1920 pubblicò in appendice sul giornale ticinese Libera Stampa il romanzo Per ammazzare il "Corriere della Sera", nel quale immagina la fondazione di un giornale d'ispirazione socialista, il Corrierissimo, capace di scalzare l’egemonia culturale del Corriere della Sera e di preparare l'avvento della repubblica in Italia. 
Nel 1924 scrisse una biografia del duce, intitolata appunto Mussolini, che per tale causa Valera venne espulso dal PSI. Divenuto povero, nel 1925 diede alle stampe I miei dieci anni all'estero, una sorta di diario autobiografico che non ebbe successo.
I suoi resti riposano nel cimitero monumentale di Milano.

## Opere
- Antologia della rivista "La folla" (1901-1904 e 1912-1915), Napoli 1973 e 1978.

### Originali
- Valera, Paolo, Alla conquista del pane, Milano 1882.
- Valera, Paolo, Amilcare Cipriani, Milano s.d.
- Valera, Paolo, Amori bestiali: documenti umani, Roma 1884 (riedito 1913, 1920, 1923, 1929).
- Valera, Paolo, Ancora gli istrioni del teatro milanese, Milano 1883.
- Valera, Paolo, L'assalto al convento: narrazione documentata (con illustrazioni di Innocente Cantinotti), Milano 1899.
- Valera, Paolo, L'assassinio Notabartolo e le gesta della Mafia, Tip. cooperativa, Firenze 1899-1900 (e 1977).
- Valera, Paolo, Bagascieri e bagasce di una dinastia vivente, O. Protti, Lodi (Milano), 1914.
- Valera, Paolo, I cannoni di Bava Beccaris, Milano 1966.
- Valera, Paolo, La catastrofe degli Czars, Milano 1919.
- Valera, Paolo, Il cinquantenario: note affrettate per la ricostruzione della vita pubblica italiana, Milano 1911 (e 1945).
- Valera, Paolo, Lo czar viene, Milano 1909.
- Valera, Paolo, Dal cellulare a Finalborgo (illustrato da G. Zuccaro), Milano 1899 e 1900.
- Valera, Paolo, Diario di un condannato politico nel reclusorio di Finalborgo, Milano 1899 e 1915.
- Valera, Paolo, Don Romolo Murri e l'esibizionismo di Enrico Ferri, Milano s.d.
- Valera, Paolo, La donna più tragica della vita mondana: romanzo ambientale, Milano 1923.
- Valera, Paolo, Emma Ivon al veglione, Milano 1883 e 1974.
- Valera, Paolo, Eugenio Chiesa: l'accusatore parlamentare delle viltà ministeriali e degli arrivisti alla Camera, Milano 1912.
- Valera, Paolo, Fasto e miseria: conferenza tenuta a Londra il 15 di gennaio 1887, Torino 1887.
- Valera, Paolo, La folla. Romanzo, Milano 1901 (riedito: 1920?, 1988, 1993, 2002).
- Valera, Paolo, Francesco Nitti: presidente dei Ministri, Milano 1919
- Valera, Paolo, I gentiluomini invertiti: Echi dello scandalo di Milano. Il capo-scuola Oscar Wilde al processo con i suoi giovanotti, Milano 1909.
- Valera, Paolo, Giacinto Menotti Serrati: direttore dell'Avanti! Con autobiografia di "Pagnacca" e rivelazioni di Oddino Morgari, Milano 1920.
- Valera, Paolo, Le giornate di Sciarasciat fotografate, Milano 1912.
- Valera, Paolo, Giovanni Giolitti, Milano 1909.
- Valera, Paolo, Giovanni Giolitti: l'ultimo ministro di Vittorio Emanuele 3. Ambientato nel casaldiavolo delle "radiose giornate" fino all'occupazione delle fabbriche e alla tat, Milano 1920 e 1921.
- Valera, Paolo, I grandi quotidiani inglesi, Milano 1900.
- Valera, Paolo, La guerra e la guerra: impressioni sulla spedizione in Tripolitania, Milano 1912 circa
- Valera, Paolo, L' Inghilterra che ammazza un popolo, Milano 1921 e 1933.
- Valera, Paolo, L'insurrezione chartista in Inghilterra. Con proemio di Filippo Turati, Milano 1895.
- Valera, Paolo, Gli istrioni del teatro milanese, Milano s.d.
- Valera, Paolo, Lasciatemi passare, Milano 1889.
- Valera, Paolo, Londra sconosciuta, Milano 1890.
- Valera, Paolo, Luigi Cadorna nei suoi disastri militari, Milano 1919.
- Valera, Paolo, Madama Steinheil, la donna più tragica della vita mondana. Romanzo contemporaneo, Milano 1909.
- Valera, Paolo, Memorie di Giulio Bonnot: clamorosi rossi dell'automobile grigia. Raccolte da un copain e autenticate da Paolo Valera, Pallanza (Novara) 1913 e 1921.
- Valera, Paolo, I miei dieci anni all'estero, Milano 1925 e 1992.
- Valera, Paolo, Milano sconosciuta (con lettera all'autore dell'avvocato Francesco Giarelli), Milano 1879 e 1880.
- Valera, Paolo, Milano sconosciuta e Milano moderna: documenti umani illustrati, Milano 1898.
- Valera, Paolo, Milano sconosciuta, Milano 1912 e 1922.
- Valera, Paolo, Milano sconosciuta rinnovata, arricchita di altri scandali polizieschi e postribolari', Milano 1923 e 1931.
- Valera, Paolo, Milano sconosciuta, rinnovata, Milano 1967 (riedita 1976, 1999, 2000).
- Valera, Paolo, I miserabili di Milano, Milano 1908.
- Valera, Paolo, Murri-Bonmartini, il più grande delitto di lusso dei tempi moderni. Narrazione documentata, Milano 1904.
- Valera, Paolo, Mussolini, Milano 1924. (Riedito 1975, 1995, 2000).
- Valera, Paolo, Mussolini Milano, M&B Publishing, 1998.
- Valera, Paolo, Il padre della patria studiato come uomo e come re, Milano 1920.
- Valera, Paolo, Il processo celebre: Madama Steinheil alla Corte d'assise della Senna, Milano 1910.
- Valera, Paolo, La Regina Vittoria: vita intima e aneddotica. La dinastia inglese, Milano 1901.
- Valera, Paolo, La sanguinosa settimana del maggio '98: storia aneddotica e documentata, Genova 1907.
- Valera, Paolo, Gli scamiciati: seguito alla Milano sconosciuta, Milano 1880, 1881 e 1992.
- Valera, Paolo, Le terribili giornate del maggio '98: storia documentata, Milano s.d. (dopo il 1899) e Bari 1973.
- Valera, Paolo, U: il secondo re d'Italia, Milano 1920.
- Valera, Paolo, L'uomo più rosso d'Italia, Arti grafiche Lampo, Novara 1913.
- Valera, Paolo, La vendetta sociale, Milano 1887.
- Valera, Paolo, Vita intima e aneddotica di Prospero Moisè Loria, fondatore dell'Umanitaria, Milano 1906.
- Valera, Paolo, La vitaccia d'un povero Cristo: romanzo, Tipografia popolare, Casalmonferrato, 1921.
- Valera, Paolo, Vittorio Emanuele 3 giudicato da un socialista, Milano 1911.
- Valera, Paolo, Zaccaria (con un'acquaforte originale di Alessandro Papetti; nota al testo di Sandro Bortone), Valeggio sul Mincio 1995.
- Valera, Paolo, L'assalto al convento Introduzione di A. Kerbaker, testo a cura di G. Biancardi. (Con una acquaforte di Gioxe De Micheli). Il muro del Tessa, Milano, 2010.
- Valera, Paolo, La Milano di Paolo Valera , a cura di Massimo Berni e Nicola Erba (con interventi di Alessandro Bertante, Piero Colaprico, Giancarlo Elfo Ascari, Roberto Marelli, Marco Philopat, Matteo Speroni e Luigi Vergallo), Milieu edizioni, Milano, 2016, ISBN 88-98600-53-4.
- Valera, Paolo, Per ammazzare il “Corriere della Sera”. Romanzo follaiolesco, a cura di Joël F. Vaucher-de-la-Croix, presentazione di Enrico Ghidetti, LED, Palinsesti, 2017.

### Traduzioni
- Henryk Sienkiewicz, Quo vadis. Narrazione del tempo di Nerone, Milano, Sonzogno, 1900-1915. San Paolo Edizioni, 1931-2012.